# Pont de Wabash Avenue

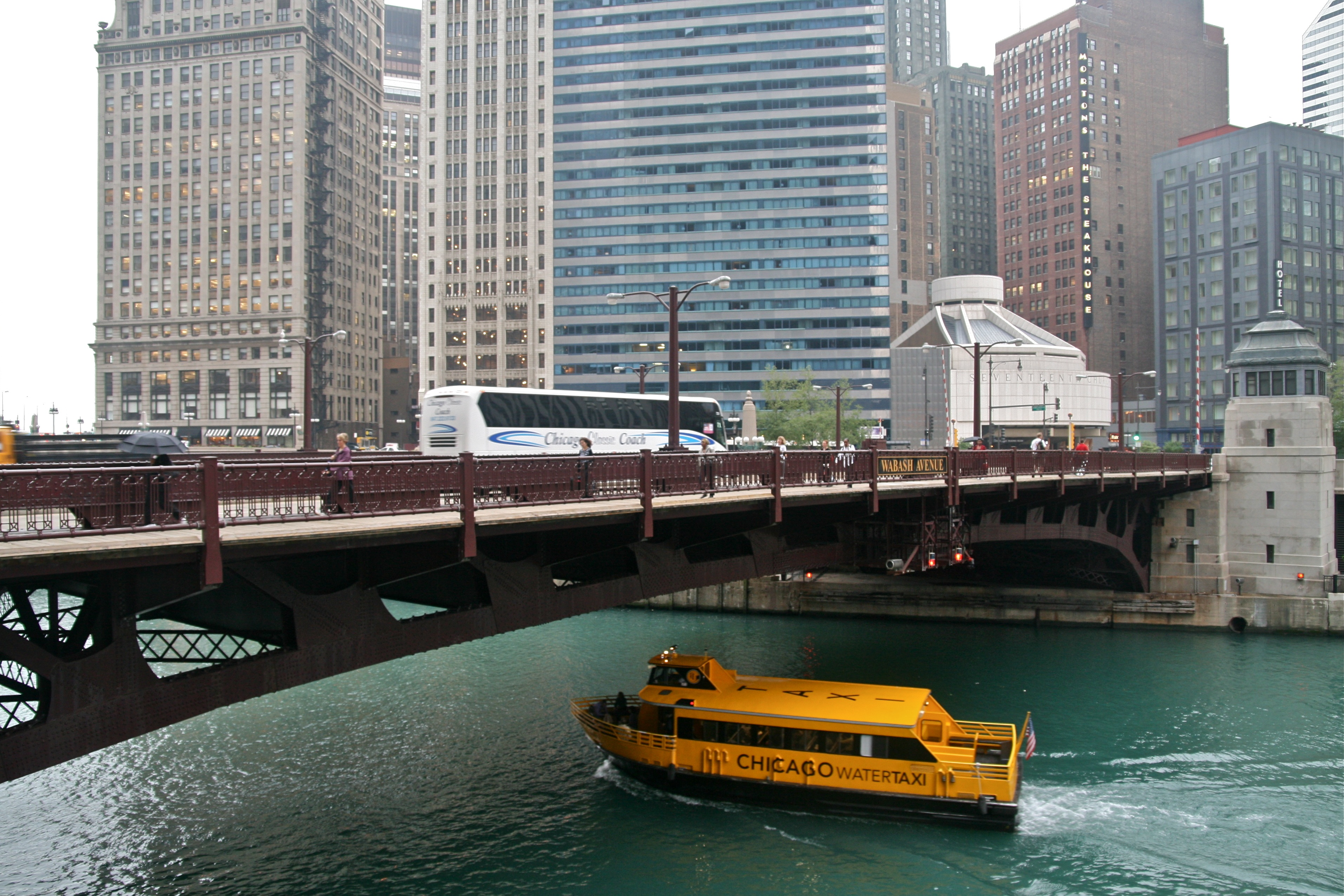
Un water taxi passant sous le pont de Wabash Avenue.

Le pont de Wabash Avenue (en anglais : Wabash Avenue Bridge, appelé officiellement Irv Kupcinet Bridge) est un pont basculant à double tabliers datant de 1930 situé dans le centre de la ville de Chicago, dans l'État de l'Illinois. Le Wabash Avenue Bridge est traversé par Wabash Avenue, il se trouve juste à l'ouest du pont de Michigan Avenue et au sud-ouest de la Trump International Hotel and Tower, il enjambe la rivière Chicago et relie le secteur du Loop à celui de Near North Side.
D'une longueur totale de 105 mètres, le pont a été désigné par Thomas Pihlfeldt et construit par Ketler and Elliot Company. Le American Institute of Steel Construction l'a qualifié de « pont le plus beau » en 1930, date à laquelle le pont fut inauguré.

## Dans la culture populaire
- Le pont est utilisé dans la séquence d'ouverture de la série télévisée Larry et Balki.
- Il apparaît également dans le générique de la série Siskel & Elbert.
- Le pont de Wabash Avenue est utilisé dans le film d'action Dhoom 3.